# Idea stolli
Idea stolli är en fjärilsart som beskrevs av Moore 1883. Idea stolli ingår i släktet Idea och familjen praktfjärilar. Inga underarter finns listade i Catalogue of Life.